# Papa Iuliu I
Iuliu I (n. 280 d.Hr., Roma, Imperiul Roman – d. 13 aprilie 352 d.Hr., Roma, Imperiul Roman) a fost papă al Romei în perioada 6 februarie 337 - 12 aprilie 352. Este îndeosebi cunoscut ca parte în controversa ariană și pentru încercările sale de a-și restabili autoritatea asupra episcopiilor orientale (primatul papal), precum și pentru stabilirea datei de 25 decembrie pentru Crăciun.

## Origine
Papa Iuliu I era nativ din Roma și a fost ales succesor al papei Marcu, după ce scaunul papal a fost vacant timp de patru luni. El este îndeosebi cunoscut ca parte în controversa ariană și pentru încercările sale de a-și restabili autoritatea sa asupra episcopiilor orientale.

## Activitate
După ce partizanii lui Eusebiu de Nicomidia l-au destituit pe Atanasie cel Mare de la conducerea Episcopiei de Alexandria, la Sinodul din Antiohia în 341, au trimis delegați la Constant, împăratul Imperiului Roman de Vest și la papa Iuliu I pentru a justifica decizia luată, care marca încă o victorie în terenul ereziei ariane. Papa Iuliu I, după ce s-a exprimat în favoarea lui Atanasie al Alexandriei, a invitat ambele părți sa-și susțină ideile într-un sinod prezidat de el, dar propunerea sa a fost respinsă de episcopii arieni din Imperiul Roman de Est.
După a doua demitere ca episcop al Alexandriei, Atanasie a venit la Roma, unde a fost recunoscut ca episcop de sinodul prezidat de papa Iuliu I în anul 342.

## Decesul
Papa Iuliu I a murit pe 12 aprilie 352, fiind succedat la scaunul papal de papa Liberiu.
Iuliu este sărbătorit ca sfânt în Biserica Romano-Catolică la data morții sale - 12 aprilie.